# Clitheroe Castle (parish)
Clitheroe Castle var en civil parish från 1858 till 1895 då den blev en del av Clitheroe, i grevskapet Lancashire, i England. Civil parish var belägen 14 km från Burnley och hade 13 invånare år 1891.